# Dircema peruanum
Dircema peruanum es una especie de insecto coleóptero de la familia Chrysomelidae.
Fue descrita científicamente en 1951 por Bechyne.